# Sara Hofmann
Sara Hofmann (ur. 28 października 1983) – szwajcarska wioślarka.

## Osiągnięcia
- Mistrzostwa Europy – Brześć 2009 – dwójka podwójna – 9. miejsce[1].